# Obratník Raka (román)
Obratník Raka (v anglickém originále Tropic of Cancer) je román amerického spisovatele Henryho Millera. Většina děje knihy se odehrává v Paříži v době, kdy zde Miller žil. Poprvé byla vydána v roce 1934 v Paříži nakladatelstvím Obelisk Press. Ve Spojených státech vyšla až roku 1961 (Grove Press), načež proběhly soudní spory kvůli její obscénnosti. V roce 1964 byla kniha Nejvyšším soudem shledána neobscénní. Vůbec první překlad knihy do jiného jazyka pochází z roku 1938 – vydalo jej pražské nakladatelství Václava Čejky v českém překladu Quida Paličky. Nedlouho po vydání, v únoru 1939, byla kniha v češtině zakázána a zbývající výtisky zabaveny. Dalšího českého vydání se kniha dočkala až v roce 1991 (X-Egem, Reflex; překlad Jiřího Nila) a později též v nakladatelství Paseka (2006, 2012; překlad Pavla Dominika). V roce 1970 vyšla kniha ve slovenském překladu Jozefa Kota (vydavatelství Tatran). V roce 1970 byl podle knihy natočen stejnojmenný film v režii Josepha Stricka.